# Herta Meyer-Riekenberg
Herta Meyer-Riekenberg (* 4. Juli 1910 in Neukloster; † 21. Dezember 1984 in Glinde) war eine deutsche Gewerkschaftsfunktionärin und seit 1957 ein langjähriges Vorstandsmitglied der Deutschen Angestellten-Gewerkschaft (DAG) heute ver.di, der Bundesversicherungsanstalt für Angestellte (BfA) und, zeitweilig als stellvertretende Vorstandsvorsitzende, der DAK.

## Leben
Herta Meyer-Riekenberg war Tochter eines Post- und Finanzbeamten aus Hannover. Nach dem Besuch eines dortigen
Lyzeums und nach einer kaufmännischen Ausbildung sowie beruflichen Praxis in der Buchhaltung begann sie 1948 ihre Tätigkeit in der DAG als Landesfrauenleiterin im Landesverband Niedersachsen. In den folgenden Jahren befasste sie sich insbesondere mit frauen-, bildungs-, gesundheits- und sozialpolitischen Fragen. 1957 wurde sie zur Leiterin der „Hauptabteilung Weibliche Angestellte“ und damit in den Vorstand der DAG gewählt. Sie verblieb in dieser Funktion bis zu ihrer Pensionierung 1971.
In demselben Jahr, 1971, erhielt sie für ihr gesellschaftliches Engagement das Große Bundesverdienstkreuz.